# Hecate
Hecate hoặc Hekate (/ˈhɛkətiː, ˈhɛkɪt/; tiếng Hy Lạp: Ἑκάτη, Hekátē) là một nữ thần trong tôn giáo và thần thoại Hy Lạp, thường xuyên nhất hiện giữ hai ngọn đuốc hoặc một chiếc chìa khoá. Bà có liên quan khác nhau đến tự ngã, lối vào, màn đêm, ánh sáng, mặt trăng, ảo thuật, phù thủy, kiến thức về các loại thảo mộc và thực vật có độc, ma, gọi hồn, và phù thủy. Bà còn là thần hộ mệnh của Colchis-vùng đất mà Jason đặt chân đến tìm Bộ lông cừu vàng.

## Sách tham khảo